# جان دالرد
جان دالرد (انگلیسی: John Dollard؛ ۱۹ اوت ۱۹۰۰ – ۸ اکتبر ۱۹۸۰) دانشمند، پژوهشگر و متخصص در زمینه روان‌شناسی و علوم اجتماعی اهل ایالات متحده آمریکا بود.
او پژوهش‌های مهمی در زمینهٔ روابط نژادی در ایالات متحده آمریکا دارد و به‌همراه نیل ای. میلر، «نظریهٔ محرومیت-خشونت» را مطرح کرد.